# Závody elektrotepelných zařízení
Závody elektrotepelných zařízení (zkratkou ZEZ) byl podnik, který se zabýval výrobou různých silových elektrických zařízení. 
Sídlo měl v Praze-Hloubětíně. Vyráběly se tu například kalící pece, zkoumal mikrovlný ohřev atd.

## Pobočné závody
- Hořice – výroba mj. bodových svářeček
- Žamberk – především kondenzátory, později ZEZ SILKO
- Chotěboř – především indukční ohřívače a průmyslové roboty
- Rychnov u Jablonce nad Nisou, ZEZ Rychnov u Jablonce nad Nisou
- Kolín
- Liberec
- Náchod
- Varnsdorf